# ATP de Miami
O ATP de Miami – ou Miami Open, atualmente – é um torneio de tênis profissional masculino, de nível ATP Masters 1000.
Realizado em Miami Gardens, no condado de Miami-Dade, no estado da Flórida, nos Estados Unidos, consta ininterruptamente no calendário desde 1985, sendo nessa cidade desde 1987. Os jogos são disputados em quadras duras durante o mês de março. É um dos dois únicos torneios não-Slam - junto de Wells – que se estende por duas semanas, incluindo os qualificatórios.
Atualmente, é conhecido como "O quinto Grand Slam", por oferecer a maior premiação entre os ATP Masters 1000, ter uma das maiores chaves de simples, com 96 jogadores e ser disputado ao longo de duas semanas, características que o aproximam dos quatro maiores torneios da temporada, havendo intenção de se juntar a eles.
Em simples, o recordista de títulos do torneio é o sérvio Novak Djokovic, com 6 conquistas (2007, 2011, 2012, 2014, 2015 e 2016) juntamente com o americano Andre Agassi também com 6 conquistas (1990, 1995, 1996, 2001, 2002 e 2003).

## História
O torneio foi fundado pelo ex-tenista Butch Buchholz, que queria criar o primeiro grande torneio da temporada (o Aberto da Austrália era disputado em dezembro naquela época), e ele o apelidou de "Winter Wimbledon". Buchholz entrou em contato com a ATP e a WTA e propôs pagar o prêmio em dinheiro e transferir parte das vendas de bilhetes e direitos de transmissão televisiva às duas associações em troca do direito de organizar o torneio por quinze anos. As duas associações concordaram.
O primeiro torneio foi disputado em fevereiro de 1985 no Laver's International Tennis Resort, em Delray Beach, na Flórida. Buchholz conseguiu trazer Alan Mills, o árbitro de Wimbledon, como principal árbitro, bem como Ted Tinling, um conhecido estilista de moda do mundo do tênis desde a década de 1920, como diretor do protocolo. O prêmio de US$ 1,8 milhão era ultrapassado somente pelo prêmio de Wimbledon e do US Open na época (o prêmio evoluiu desde então até ultrapassar os seis milhões de dólares).
Em 1986, o torneio mudou-se para Boca Raton. Em 1987, foi para Key Biscayne e se estabeleceu por décadas. Em 2019, o estádio de futebol americano Hard Rock Stadium foi adaptado para uma quadra central de tênis, passando a receber o evento. As quadras secundárias foram dispostas na parte externa

## Finais

### Simples
| Ano                                                         | Campeão           | Vice-campeão        | Resultado               |
| ----------------------------------------------------------- | ----------------- | ------------------- | ----------------------- |
| 2025                                                        | Jakub Mensik      | Novak Djokovic      | 7–6⁴, 7-6⁴              |
| 2024                                                        | Jannik Sinner     | Grigor Dimitrov     | 6–3, 6–1                |
| 2023                                                        | Daniil Medvedev   | Jannik Sinner       | 7–5, 6–3                |
| 2022                                                        | Carlos Alcaraz    | Casper Ruud         | 7–5, 6–4                |
| 2021                                                        | Hubert Hurkacz    | Jannik Sinner       | 7–64, 6–4               |
| Torneio não realizado em 2020 devido à pandemia de COVID-19 |                   |                     |                         |
| 2019                                                        | Roger Federer     | John Isner          | 6–1, 6–4                |
| 2018                                                        | John Isner        | Alexander Zverev    | 46–7, 6–4, 6–4          |
| 2017                                                        | Roger Federer     | Rafael Nadal        | 6–3, 6–4                |
| 2016                                                        | Novak Djokovic    | Kei Nishikori       | 6–3, 6–3                |
| 2015                                                        | Novak Djokovic    | Andy Murray         | 7–63, 4–6, 6–0          |
| 2014                                                        | Novak Djokovic    | Rafael Nadal        | 6–3, 6–3                |
| 2013                                                        | Andy Murray       | David Ferrer        | 2–6, 6–4, 7–61          |
| 2012                                                        | Novak Djokovic    | Andy Murray         | 6–1, 7–64               |
| 2011                                                        | Novak Djokovic    | Rafael Nadal        | 4–6, 6–3, 7–64          |
| 2010                                                        | Andy Roddick      | Tomas Berdych       | 7–5, 6–4                |
| 2009                                                        | Andy Murray       | Novak Djokovic      | 6–2, 7–5                |
| 2008                                                        | Nikolay Davydenko | Rafael Nadal        | 6–4, 6–2                |
| 2007                                                        | Novak Djokovic    | Guillermo Cañas     | 6–3, 6–2, 6–4           |
| 2006                                                        | Roger Federer     | Ivan Ljubičić       | 7–6, 7–6, 7–6           |
| 2005                                                        | Roger Federer     | Rafael Nadal        | 2–6, 6–7, 7–6, 6–3, 6–1 |
| 2004                                                        | Andy Roddick      | Guillermo Coria     | 6–7, 6–3, 6–1, ab.      |
| 2003                                                        | Andre Agassi      | Carlos Moyà         | 6–3, 6–3                |
| 2002                                                        | Andre Agassi      | Roger Federer       | 6–3, 6–3, 3–6, 6–4      |
| 2001                                                        | Andre Agassi      | Jan-Michael Gambill | 7–6, 6–1, 6–0           |
| 2000                                                        | Pete Sampras      | Gustavo Kuerten     | 6–1, 26–7, 7–65, 7–68   |
| 1999                                                        | Richard Krajicek  | Sebastien Grosjean  | 4–6, 6–1, 6–2, 7–5      |
| 1998                                                        | Marcelo Ríos      | Andre Agassi        | 7–5, 6–3, 6–4           |
| 1997                                                        | Thomas Muster     | Sergi Bruguera      | 7–6, 6–3, 6–1           |
| 1996                                                        | Andre Agassi      | Goran Ivanišević    | 3–0, ab.                |
| 1995                                                        | Andre Agassi      | Pete Sampras        | 3–6, 6–2, 7–6           |
| 1994                                                        | Pete Sampras      | Andre Agassi        | 5–7, 6–3, 6–3           |
| 1993                                                        | Pete Sampras      | MaliVai Washington  | 6–3, 6–2                |
| 1992                                                        | Michael Chang     | Alberto Mancini     | 7–5, 7–5                |
| 1991                                                        | Jim Courier       | David Wheaton       | 4–6, 6–3, 6–4           |
| 1990                                                        | Andre Agassi      | Stefan Edberg       | 6–1, 6–4, 0–6, 6–2      |
| 1989                                                        | Ivan Lendl        | Thomas Muster       | w.o.                    |
| 1988                                                        | Mats Wilander     | Jimmy Connors       | 6–4, 4–6, 6–4, 6–4      |
| 1987                                                        | Miloslav Mečíř    | Ivan Lendl          | 7–5, 6–2, 7–5           |
| 1986                                                        | Ivan Lendl        | Mats Wilander       | 3–6, 6–1, 7–6, 6–4      |
| 1985                                                        | Tim Mayotte       | Scott Davis         | 4–6, 4–6, 6–3, 6–2, 6–4 |

### Duplas
| Ano                                                         | Campeões                                 | Vice-campeões                        | Resultado         |
| ----------------------------------------------------------- | ---------------------------------------- | ------------------------------------ | ----------------- |
| 2024                                                        | Rohan Bopanna Matthew Ebden              | Ivan Dodig Austin Krajicek           | 36–7, 6–3, [10–6] |
| 2023                                                        | Santiago González Édouard Roger-Vasselin | Austin Krajicek Nicolas Mahut        | 7–64, 7–5         |
| 2022                                                        | Hubert Hurkacz John Isner                | Wesley Koolhof Neal Skupski          | 7–65, 6–4         |
| 2021                                                        | Nikola Mektić Mate Pavić                 | Daniel Evans Neal Skupski            | 6–4, 6–4          |
| Torneio não realizado em 2020 devido à pandemia de COVID-19 |                                          |                                      |                   |
| 2019                                                        | Bob Bryan Mike Bryan                     | Wesley Koolhof Stefanos Tsitsipas    | 7–5, 7–68         |
| 2018                                                        | Bob Bryan Mike Bryan                     | Karen Khachanov Andrey Rublev        | 4–6, 7–65, [10–4] |
| 2017                                                        | Łukasz Kubot Marcelo Melo                | Nicholas Monroe Jack Sock            | 7–5, 6–3          |
| 2016                                                        | Pierre-Hugues Herbert Nicolas Mahut      | Raven Klaasen Rajeev Ram             | 5–7, 6–1, [10–7]  |
| 2015                                                        | Bob Bryan Mike Bryan                     | Vasek Pospisil Jack Sock             | 6–3, 1–6, [10–8]  |
| 2014                                                        | Bob Bryan Mike Bryan                     | Juan Sebastián Cabal Robert Farah    | 7–68, 6–4         |
| 2013                                                        | Aisam-ul-Haq Qureshi Jean-Julien Rojer   | Mariusz Fyrstenberg Marcin Matkowski | 6–4, 6–1          |
| 2012                                                        | Leander Paes Radek Štěpánek              | Max Mirnyi Daniel Nestor             | 3–6, 6–1, [10–8]  |
| 2011                                                        | Mahesh Bhupathi Leander Paes             | Max Mirnyi Daniel Nestor             | 56–7, 6–2, [10–5] |
| 2010                                                        | Lukáš Dlouhý Leander Paes                | Mahesh Bhupathi Max Mirnyi           | 6–2, 7–5          |
| 2009                                                        | Max Mirnyi Andy Ram                      | Ashley Fisher Stephen Huss           | 46–7, 6–2, [10–7] |
| 2008                                                        | Bob Bryan Mike Bryan                     | Mahesh Bhupathi Mark Knowles         | 6–2, 6–2          |
| 2007                                                        | Bob Bryan Mike Bryan                     | Martin Damm Leander Paes             | 76–7, 6–3, [10–7] |
| 2006                                                        | Jonas Björkman Max Mirnyi                | Bob Bryan Mike Bryan                 | 6–4, 6–4          |
| 2005                                                        | Jonas Björkman Max Mirnyi                | Wayne Black Kevin Ullyett            | 6–1, 6–2          |
| 2004                                                        | Wayne Black Kevin Ullyett                | Jonas Björkman Todd Woodbridge       | 6–2, 7–612        |
| 2003                                                        | Roger Federer Max Mirnyi                 | Leander Paes David Rikl              | 7–5, 6–3          |
| 2002                                                        | Mark Knowles Daniel Nestor               | Donald Johnson Jared Palmer          | 6–3, 3–6, 6–1     |
| 2001                                                        | Jiří Novák David Rikl                    | Jonas Björkman Todd Woodbridge       | 7–5, 7–63         |
| 2000                                                        | Todd Woodbridge Mark Woodforde           | Martin Damm Dominik Hrbatý           | 6–3, 6–4          |
| 1999                                                        | Wayne Black Sandon Stolle                | Boris Becker Jan-Michael Gambill     | 6–1, 6–1          |
| 1998                                                        | Ellis Ferreira Rick Leach                | Alex O'Brien Jonathan Stark          | 6–2, 6–4          |
| 1997                                                        | Todd Woodbridge Mark Woodforde           | Mark Knowles Daniel Nestor           | 7–6, 7–6          |
| 1996                                                        | Todd Woodbridge Mark Woodforde           | Ellis Ferreira Patrick Galbraith     | 6–1, 6–3          |
| 1995                                                        | Todd Woodbridge Mark Woodforde           | Jim Grabb Patrick McEnroe            | 6–3, 7–6          |
| 1994                                                        | Jacco Eltingh Paul Haarhuis              | Mark Knowles Jared Palmer            | 7–6, 7–6          |
| 1993                                                        | Richard Krajicek Jan Siemerink           | Patrick McEnroe Jonathan Stark       | 6–7, 6–4, 7–6     |
| 1992                                                        | Ken Flach Todd Witsken                   | Kent Kinnear Sven Salumaa            | 6–4, 6–3          |
| 1991                                                        | Wayne Ferreira Piet Norval               | Ken Flach Robert Seguso              | 5–7, 7–6, 6–2     |
| 1990                                                        | Rick Leach Jim Pugh                      | Boris Becker Cassio Motta            | 6–3, 6–4          |
| 1989                                                        | Jakob Hlasek Anders Järryd               | Jim Grabb Patrick McEnroe            | 6–3, ab.          |
| 1988                                                        | John Fitzgerald Anders Järryd            | Ken Flach Robert Seguso              | 7–6, 6–1, 7–5     |
| 1987                                                        | Paul Annacone Christo van Rensburg       | Ken Flach Robert Seguso              | 6–2, 6–4, 6–4     |
| 1986                                                        | Brad Gilbert Vince Van Patten            | Stefan Edberg Anders Järryd          | w.o.              |
| 1985                                                        | Paul Annacone Christo van Rensburg       | Sherwood Stewart Kim Warwick         | 7–5, 7–5, 6–4     |